# Celastrina bakeri
Celastrina bakeri är en fjärilsart som beskrevs av Clench 1944. Celastrina bakeri ingår i släktet Celastrina och familjen juvelvingar. Inga underarter finns listade i Catalogue of Life.